# 카즐루루다시

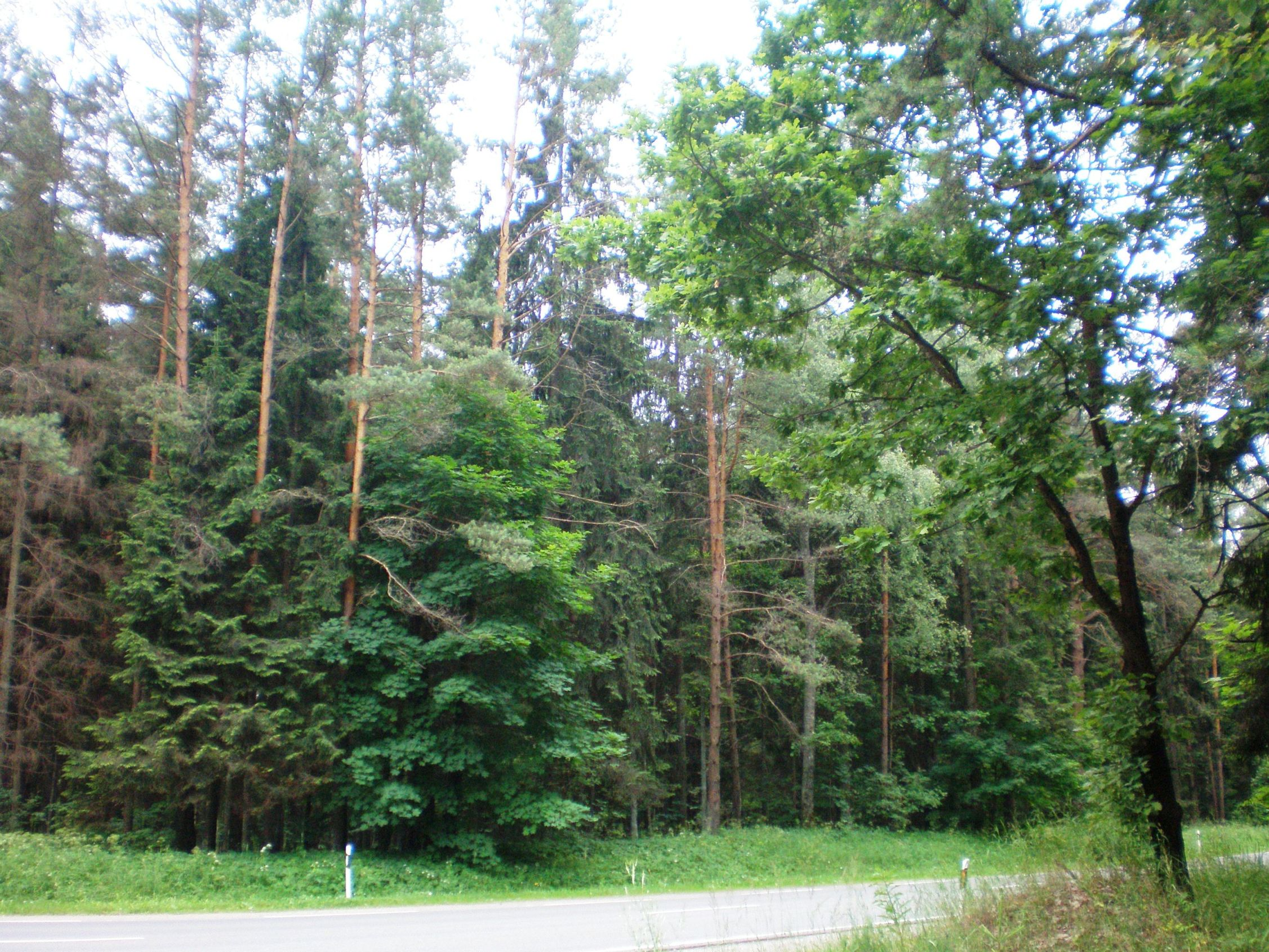
카즐루루다의 숲

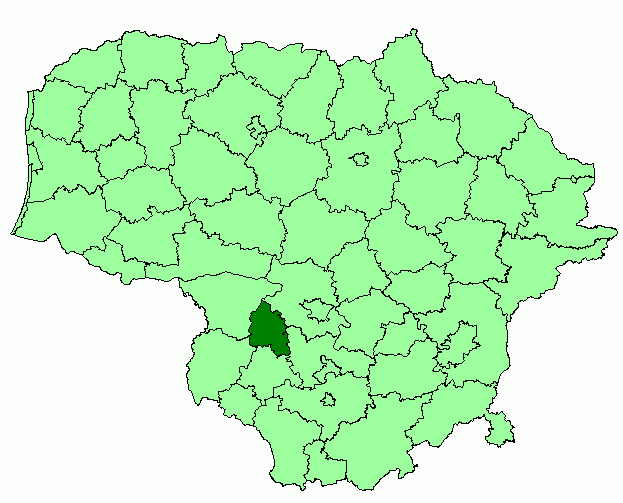
카즐루루다시의 위치

카즐루루다시(리투아니아어: Kazlų Rūdos savivaldybė)는 리투아니아 마리얌폴레주를 구성하는 5개 지방 자치체 가운데 하나로 행정 중심지는 카즐루루다이며 면적은 555km2, 인구는 12,494명(2015년 기준), 인구 밀도는 22.5명/km2이다. 4개 장로구를 관할한다. 마리얌폴레주 마리얌폴레시, 빌카비슈키스구, 샤캬이구, 카우나스주 카우나스구, 프리에나이구와 접한다.

지방 자치체 문장